# Ronde van Sint Pancras
De Ronde van Sint Pancras is een wielercriterium dat sinds 1974 jaarlijks in september wordt verreden in het Noord-Hollandse Sint Pancras.
Het criterium stond goed aangeschreven en had jarenlang als motto "Wie Sint Pancras wint, wordt prof". Bekende winnaars die later doorbraken als profwielrenner zijn onder anderen Adri van Houwelingen, Jacques van Meer en Servais Knaven. Na vierentwintig jaar werd in 1998 gestopt met de wielerwedstrijd. In september 2012 werd het criterium weer nieuw leven ingeblazen.